# Xuanyuanvirus yandi
Huangdiviridae ist eine per Metagenomik identifizierte Familie vermutlich spindelförmiger Archaeenviren, deren Wirte der Klasse Bathyarchaeia angehören. Derzeit ist nur eine Gattung und Spezies (Art) der Familie bekannt, Xuanyuanvirus yandi, und diese nur durch ihre exemplarische Genomsequenz.

## Beschreibung

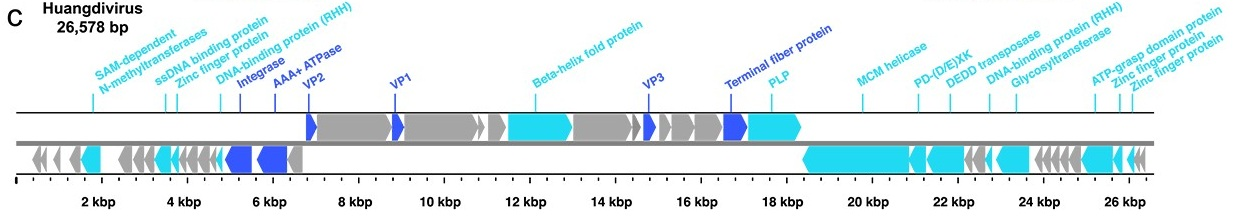
Genomkarte von Bathyarchaeia baizomonadales Huangdivirus 1

Die Archaeen-Klasse Bathyarchaeia ist in Meeres- und Süßwassersedimenten weit verbreitet.
Per Metagenomik (einschließlich CRISPR-Anpassungen) wurden 2024 vollständige Genomsequenzen von vier neuen Virusgruppen der Bathyarchaeia aus verschiedenen Sedimentumgebungen identifiziert. Die Familien Fuxiviridae und Kunpengviridae umfassen Viren aus der Klasse Caudoviricetes, die Familie Chiyouviridae besteht aus fadenförmigen (filamentösen) Viren des Realms Adnaviria, dem ausschließlich Archaeenviren angehören. Die vierte Familie ist Huangdiviridae und umfasst ein einziges vorhergesagt spindelförmiges Archaeenvirus (als Gründungsmitglied/Stand April 2025). Die Familien spindelförmiger Viren sind mit diesem Stand noch nicht in höhere Taxonomiestufen eingeordnet worden.
Das einzige virale Genom aus der Metagenomik (MAG) der Huangdiviridae ist (Bathyarchaeia baizomonadales Huangdivirus 1, kurz Huangdivirus).
Es wurde als offensichtliches Provirus in Bathyarchaeia sp. QMYA (Archaeen-Ordnung Baizomonadales) aus einem Hydrothermalschlot in der Tiefsee des Guaymas-Beckens im Golf von Kalifornien identifiziert.
Das Genom dieses Virus ist ein lineares Doppelstrang-DNA-Molekül (dsDNA).
Durch einen Sequenzvergleich mit HHblits wurden drei Proteine des Virus (VP1, VP2 und VP3) identifiziert, die zu den Strukturproteinen der spindelförmigen Archaeenviren der Familie Fuselloviridae homolog sind, sowie eine „AAA+“ ATPase.
Vorhersagen für die Proteinstruktur von VP1 und VP3 ergaben, dass beide Proteine zwei hydrophobe α-Helices enthalten, die durch eine kurze Windung verbunden sind – die typische Struktur der Hauptkapsidprotein e (MCPs) spindelförmiger Archaeenviren. Insbesondere ist das VP2 von Huangdivirus am engsten mit dem Protein VP2 von Sulfolobus spindle-shaped virus 1 (SSV1, Alphafusellovirus beppuense, Fuselloviridae) verwandt. Aus diesen Gründen kann angenommen werden, dass die Virionen von Huangdivirus ebenfalls spindelförmig sind.

## Systematik
Die Systematik der Familie ist mit Stand Anfang April 2025 wie folgt:
Familie Huangdiviridae
- Gattung Xuanyuanvirus
  - Spezies Xuanyuanvirus yandi
    - Bathyarchaeia baizomonadales Huangdivirus 1 (B27_Guay2_scaffold_00149)

– Fundort: Guaymas-Becken, Golf von Kalifornien, Mexiko
– Wirt: Candidatus Bathyarchaeota archaeon isolate B27_G2

## Namensherkunft (Etymologie)
Die Namensherkunft der Taxa-Bezeichnungen ist wie folgte:
- Familie Huangdiviridae: benannt nach dem legendären chinesischen Herrscher Huangdi, der oft mit wichtigen Erfindungen in Verbindung gebracht wird.
- Gattung Xuanyuanvirus: ein anderer Name für Huangdi in der chinesischen Mythologie.
- Art-Epitheton yandi: benannt nach Yán Dì,[10] einem anderen legendären chinesischen Herrscher, der auch Shennong genannt wird. Ihm wird die Erfindung der Landwirtschaft und der traditionellen chinesischen Medizin (TCM) zugeschrieben.